# Bronze moyen
La période du bronze moyen (1600-1350 av. J.-C.), parfois nommée « bronze véritable », est caractérisée par l'extension sur l'ensemble de l'Europe de la culture des tumulus. 
Elle présente une stratification sociale de plus en plus fermée (la classe guerrière prenant le pouvoir), une société de plus en plus patriarcale ainsi qu'un changement véritable des rites funéraires (tombes individuelles). Cette période marque la véritable transition entre l'âge du cuivre et celui du bronze.
Les échanges et la métallurgie se développent également. La course aux armements et l'apparition de nouvelles armes (épée) ainsi que la multiplication des forteresses renforce l'idée de rivalités naissantes entre les différentes ethnies humaines.
Cette période est précédée par l'âge du bronze ancien, souvent abrégé « le bronze ancien », et suivie de l'âge du bronze final, souvent abrégé « le Bronze final ».

## Extension géographique
Le bronze moyen est connu :
- en Allemagne et Europe centrale d'où diffuse cette culture ;
- en Angleterre avec la culture du Wessex, caractérisée par de nombreux monuments mégalithiques (dont Stonehenge, en partie édifié durant cette période) ;
- en France ;
- en Italie du nord avec la civilisation des terramares.

Cette période correspond au début de l'âge du bronze en Europe du Nord.